# Monte Usu
El Monte Usu (Usuzan) es una estratovolcán activo situado en Parque nacional Shikotsu-Tōya, en Hokkaidō, Japón. 
El monte ha entrado en erupción cuatro veces desde 1900: en 1910, 1944-45 (produciendo la creación del Shōwashinzan), 1977, y más recientemente el 31 de marzo de 2000. 
El monte está situado en la riba sur de la cáldera volcánica donde se formó el lago Tōya.
El Monte Usu y el Showashinzan son las principales atracciones turísticas del Parque nacional Shikotsu-Tōya. 
Un camino de cuerda en el Monte Usu lleva hasta las plataformas que permiten admirar el Showashinzan. 
La cumbre del G8 de 2008 tuvo lugar cerca del monte en las cercanías del lago Toya.